# 캉탈주의 캉통
프랑스 캉탈주에는 총 25개의 캉통이 속해 있다. 2015년 3월 행정구역 총개편으로 인해 현재는 다음과 같이 설치되어 있다.
- 아르페옹쉬르세르
- 오리야크 1
- 오리야크 2
- 오리야크 3
- 모리아크
- 모르
- 뮈라
- 노셀
- 뇌벨리즈
- 리오메몽타뉴
- 생플루르 1
- 생플루르 2
- 생폴데랑드
- 비크쉬르세르
- 이드